# Repubblica delle Sette Isole Unite
La Repubblica delle Sette Isole Unite (o Repubblica delle Isole Ionie, Repubblica Settinsulare, Eptaneso o Stato Ionio; in greco Επτάνησος Πολιτεία?) è stata una repubblica delle Isole Ionie esistita dal 1800 al 1807 sotto sovranità congiunta dell'Impero russo e dell'Impero ottomano.
Tale Repubblica Settinsulare costituì la prima forma di (seppur limitato) autogoverno greco dall'epoca della caduta dell'Impero bizantino di fronte all'avanzata turca nella metà del XV secolo.

## Storia

### Premessa: la prima occupazione francese (1797-1799)
Verso la metà del XV secolo, le sette Isole Ionie principali (Corfù, Passo, Itaca, Cefalonia, Santa Maura, Zante e Cerigo), al pari delle isole minori di Antipasso e Cerigotto e delle exclave di Parga, Prevesa e Vonizza sulla terraferma, erano finite sotto controllo della Repubblica di Venezia, e anche nei secoli successivi erano rimaste l'unica parte della Grecia a non essere caduta sotto dominio turco.
Quando nel 1797 il trattato di Campoformio sancì la fine della Repubblica di San Marco ed il passaggio della Dalmazia all'Arciducato d'Austria, le Isole Ionie furono invece cedute alla Francia, che le occupò militarmente e le organizzò dapprima in dipartimenti. Furono così creati i dipartimenti di Corcyre (Corfù, con capoluogo l'omonima città), Ithaque (Itaca, con capoluogo Argostoli) e Mer Égée (Mar Egeo, con capoluogo Zante), tutti sottoposti al governo centrale del conte Teotochi.
I francesi vennero inizialmente accolti con favore dalla parte giacobina della popolazione di Corfù, dove distrussero i simboli del potere oligarchico veneziano (il Libro d'Oro con l'elencazione delle famiglie aristocratiche, nonché vari stemmi) e introdussero un effimero Concilio Repubblicano formato da nobili e borghesi. Tuttavia l'entusiasmo iniziale della popolazione corfiota scemò rapidamente con l'introduzione di alte tasse e l'esazione di ulteriori contributi, fino allo scoppio di alcune rivolte. In questo periodo di amministrazione francese venne fondata la prima tipografia della Grecia, una libreria e un dipartimento dell'educazione. Buona parte del popolo, dei nobili e degli intellettuali delle Isole Ionie non aveva mai gradito la presenza francese rimanendo fedele al governo veneziano; basti pensare alla fiera resistenza opposta ai francesi dal conte Giovanni Capodistria.

### L'indipendenza (1800-1807)
Tuttavia, tra l'ottobre 1798 ed il marzo 1799, una flotta congiunta russo-ottomana comandata dall'ammiraglio Fëdor Fëdorovič Ušakov riuscì man mano a prendere controllo delle isole dopo averle strette d'assedio ed il 21 marzo 1800, con l'assenso dell'Inghilterra ed il reclutamento di un piccolo gruppo di reduci dell'esercito dell'ormai caduta Repubblica di Venezia, fu firmato a Costantinopoli un trattato che riconobbe la formale indipendenza della Repubblica delle Sette Isole Unite (nota anche come Repubblica delle Isole Ionie, Repubblica Settinsulare, Eptaneso o Stato Ionio), repubblica posta sotto la protezione dello zar Alessandro I e tributaria dell'Impero Ottomano (al cui sultano era obbligata a pagare 75.000 piastre ogni tre anni) sul modello esplicito della Repubblica di Ragusa.
Capitale del nuovo Stato, primo esempio di territorio ellenico indipendente dopo secoli, e dotato di costituzione e leggi autonome, divenne la città di Corfù. La bandiera del nuovo Stato raffigurava un leone marciano dorato (a ricordare l'antica presenza veneziana) in campo blu e cornice rossa, e reggente una vangelo chiuso con sette frecce che simboleggiavano le isole. Fu così riportato nelle isole greche il Leone di San Marco, simbolo della Repubblica Veneta che i francesi avevano tentato di rimuovere da porte, colonne, capitelli ed edifici pubblici.
Nella Repubblica delle Sette Isole Unite, formata su modello dell'oligarchica Repubblica di Ragusa, vennero restaurati i diritti dell'aristocrazia. Al vertice dello Stato fu posto un Senato di 14 membri (due per ciascuna isola, eletti tra i Consigli Maggiori e tutti appartenenti alla nobiltà). Primo presidente del Senato divenne il conte Spiridione Giorgio Teotochi (Theotokis), mentre come segretario di stato fu nominato il conte Giovanni Capodistria (Kapodistrias), il futuro presidente della Grecia indipendente.

#### La costituzione del 1803
Dopo una serie di ribellioni soffocate con la forza, nel 1803 l'"Assemblea Costituente degli Ioni" promulgò una nuova costituzione, elaborata dal conte Antonio Maria Capodistria, padre di Giovanni, in base alla quale i non aristocratici più abbienti ottennero il diritto di elettorato attivo e passivo. Secondo la nuova carta fondamentale il potere esecutivo della repubblica era esercitato dal Senato di 17 membri, diviso in tre sezioni per interni, esteri e finanze, e presieduto da un Principe con poteri di rappresentanza nei rapporti esteri; primo principe divenne il conte Teotochi, fino ad allora presidente. Il potere legislativo era invece in mano a 40 rappresentanti nazionali, mentre il supremo organo giurisdizionale era la Censura Generale, organo collegiale formato da tre censori sotto la guida di un eforo. Allo stesso tempo la lingua greca venne elevata a lingua coufficiale, affiancandosi all'italiano, che fino a quel momento aveva goduto di maggior prestigio.
Secondo la costituzione del 1803 i sincliti di ogni isola (ovvero i Nobili Costituzionali presenti nel Registro Civico Costituzionale della rispettiva isola tra i 25 e 60 anni d'età) si riunivano ogni due anni dal 15 al 30 gennaio ed eleggevano i Rappresentanti del Corpo Legislativo e del Senato.
| Isola          | Membri del Corpo Legislativo | Senatori |
| -------------- | ---------------------------- | -------- |
| Corfù          | 10                           | 4        |
| Cefalonia      | 10                           | 4        |
| Zante          | 10                           | 4        |
| Santa Maura    | 4                            | 2        |
| Cerigo         | 2                            | 1        |
| Itaca          | 2                            | 1        |
| Passo          | 2                            | 1        |
| Rappresentanti | 40                           | 17       |

### La seconda occupazione francese (1807-1809)
In seguito alla pace di Tilsit del 1807, che segnò il temporaneo riavvicinamento tra la Francia e la Russia, quest'ultima cedette le isole a Napoleone, che le inglobò poi nelle Province Illiriche. All'ultimo principe, il deposto conte Komuto, successe il generale Donzelot come governatore militare; le Isole Ionie vennero ribattezzate "gouvernement local de Corfou". In questo secondo periodo di amministrazione francese venne abrogata la costituzione del 1803 e reinstaurata l'uguaglianza delle classi, introdotta la coscrizione obbligatoria ed istituita un'Accademia Ionia che ebbe breve vita. Nel contempo fu introdotta la coltura della patata e del pomodoro sulle isole. Nei tre anni in cui tornarono al potere, i francesi non riuscirono mai a ottenere il controllo completo di tutto l'ex territorio della Repubblica delle Isole Ionie, diverse zone delle isole furono interessate da episodi di resistenza sostenuti dal governo britannico.

### L'occupazione inglese (1809-1815)
A partire dall'ottobre 1809 la maggior parte delle isole venne però occupata dalle forze britanniche, che instaurarono un governo provvisorio a Zante. Solo Corfù e Passo resistettero e vennero tenute dai francesi fino al luglio 1814, quando, in seguito alla caduta di Napoleone, il generale Donzelot consegnò la cittadella agli inglesi.
Il 5 novembre 1815 le isole vennero infine erette a protettorato inglese con il nome di Stati Uniti delle Isole Ionie (tale protettorato sarebbe rimasto inglese fino al 1864, anno della sua incorporazione nel nuovo regno di Grecia).

## Lingue
A causa del lungo dominio veneziano, le Isole Ionie furono influenzate linguisticamente e culturalmente dalla civiltà veneta. Durante il periodo veneziano il veneto era usato per scopi ufficiali nelle isole ma era ampiamente parlato anche nelle città, mentre nelle campagne si continuava a parlare greco. L'unica isola in cui il veneziano aveva una diffusione più ampia diffusa era Cefalonia, dove un maggior numero di persone aveva adottato il veneto come prima lingua.[68] La cultura e la lingua italiana mantennero uno status dominante tra le élite urbane istruite fino al XIX secolo - l'italiano rimase una lingua ufficiale fino al 1851 - ma le classi inferiori rimasero "monolinguisticamente e monoculturalmente greche".
La lingua ufficiale fu dapprima l'italiano e poi nel 1803 il greco divenne, insieme all'italiano, una delle due lingue ufficiali della Repubblica. La costituzione della Repubblica Settinsulare fu stampata in greco dalla stampa patriarcale a Costantinopoli, utilizzando molti prestiti dall'italiano per termini tecnici. Tuttavia la nuova costituzione approvata nel 1803 fu redatta in italiano. Il testo della Costituzione era preceduto dalla relazione della commissione che la redasse, nella quale si affermava che: "il nobile, ricco ed armonioso dialetto ellenico, essendo stato esiliato dai Veneziani, dovesse essere richiamato al dominio e divenire la lingua dell'amministrazione e l'interprete dei cittadini attivi». La questione fu considerata così importante che le venne addirittura assegnato un articolo separato (art. 211) nella Costituzione. Secondo l'articolo, il greco avrebbe dovuto sostituire l'italiano come lingua di lavoro negli atti pubblici entro il 1820.